# Leuthen (Drebkau)
Leuthen, niedersorbisch Lutol, ist ein Ortsteil von Drebkau im Landkreis Spree-Neiße in Brandenburg. Bis zur Eingemeindung am 31. Dezember 2001 war der Ort eine eigenständige Gemeinde. Leuthen gehört zum amtlichen Siedlungsgebiet der Sorben/Wenden.

## Lage
Der Ort liegt in der Niederlausitz in einer offenen und überwiegend landwirtschaftlich genutzten Landschaft am Rande einer ausgedehnten Niederung. Diese bildet den Südrand einer Endmoräne, die dem Lausitzer Grenzwall vorgelagert ist. Den Südteil der Ortsflur prägt ein ausgedehntes, bis nach Laubst reichendes Niederungsgebiet. Der Ort liegt 4,5 km nordöstlich vom Kernbereich von Drebkau an der Kreisstraße 7126. Die B 169 verläuft östlich 1 km und die A 15 nördlich 3 km entfernt.
Zu Leuthen gehört der Wohnplatz Winkel. Umliegende Ortschaften sind Neue Siedlung und Alte Siedlung im Norden, Annahof im Nordosten, Klein Oßnig im Osten, Schorbus im Südosten, Löschen und Laubst im Süden, Siewisch im Südwesten, Koschendorf im Westen sowie Koselmühle, Glinzig, Putgolla und Kolkwitz im Nordwesten.

## Geschichte
Leuthen wurde erstmals im Jahr 1461 mit der Schreibweise Lewten urkundlich erwähnt. 1463 wird der Ort als Lewtenn und 1495 in der Kopie der Meißner Bistumsartikel als Lewthen bezeichnet. Für das Jahr 1567 ist der Name Leuten überliefert. Zu Leuthen gehörten das Dorf Leuthen selbst und ein Rittergut. Der Ort war Teil der Herrschaft Cottbus und war somit Teil einer Exklave der Mark Brandenburg, die von der zunächst böhmischen und ab 1635 sächsischen Niederlausitz umgeben war. Gegen Anfang des 19. Jahrhunderts hatte Leuthen 347 Einwohner in 32 Feuerstellen. Im Ort lebten zehn Bauern, zwei Halbbauern, 15 Kossäten, 14 Büdner und ein Rademacher; des Weiteren gab es eine Schmiede im Ort.
Im Jahr 1807 kam Leuthen durch den Tilsiter Frieden an das Königreich Sachsen. Dort verblieb der Ort nur acht Jahre, nach der auf dem Wiener Kongress beschlossenen Teilung des Königreiches Sachsen wurde der Ort wieder dem Königreich Preußen zugeordnet, wo er zur Provinz Brandenburg gehörte. Bei der Gebietsreform im Jahr 1816 wurde Leuthen dem Kreis Cottbus im Regierungsbezirk Frankfurt zugeordnet. Laut der Topografisch-statistischen Übersicht des Regierungsbezirks Frankfurt a. d. O. aus dem Jahr 1844 hatte Leuthen zu dieser Zeit 352 Einwohner in 55 Wohngebäuden. Die Grundherrschaft über das Dorf hatten die Herren von Muschwitz inne. Im Jahr 1864 hatte Leuthen insgesamt 473 Einwohner, diese verteilten sich auf 461 Einwohner in Leuthen selbst und zwölf Einwohner in der Kolonie Winkel. Bei der Volkszählung vom 1. Dezember 1871 hatte die Landgemeinde Leuthen insgesamt 433 Einwohner in 81 Haushalten. Von den Einwohnern waren 213 Männer und 220 Frauen; 119 Einwohner waren Kinder unter zehn Jahren. Der Gutsbezirk Leuthen hatte 42 Einwohner in acht Haushalten, 16 Männer und 26 Frauen und neun Kinder unter zehn Jahren.

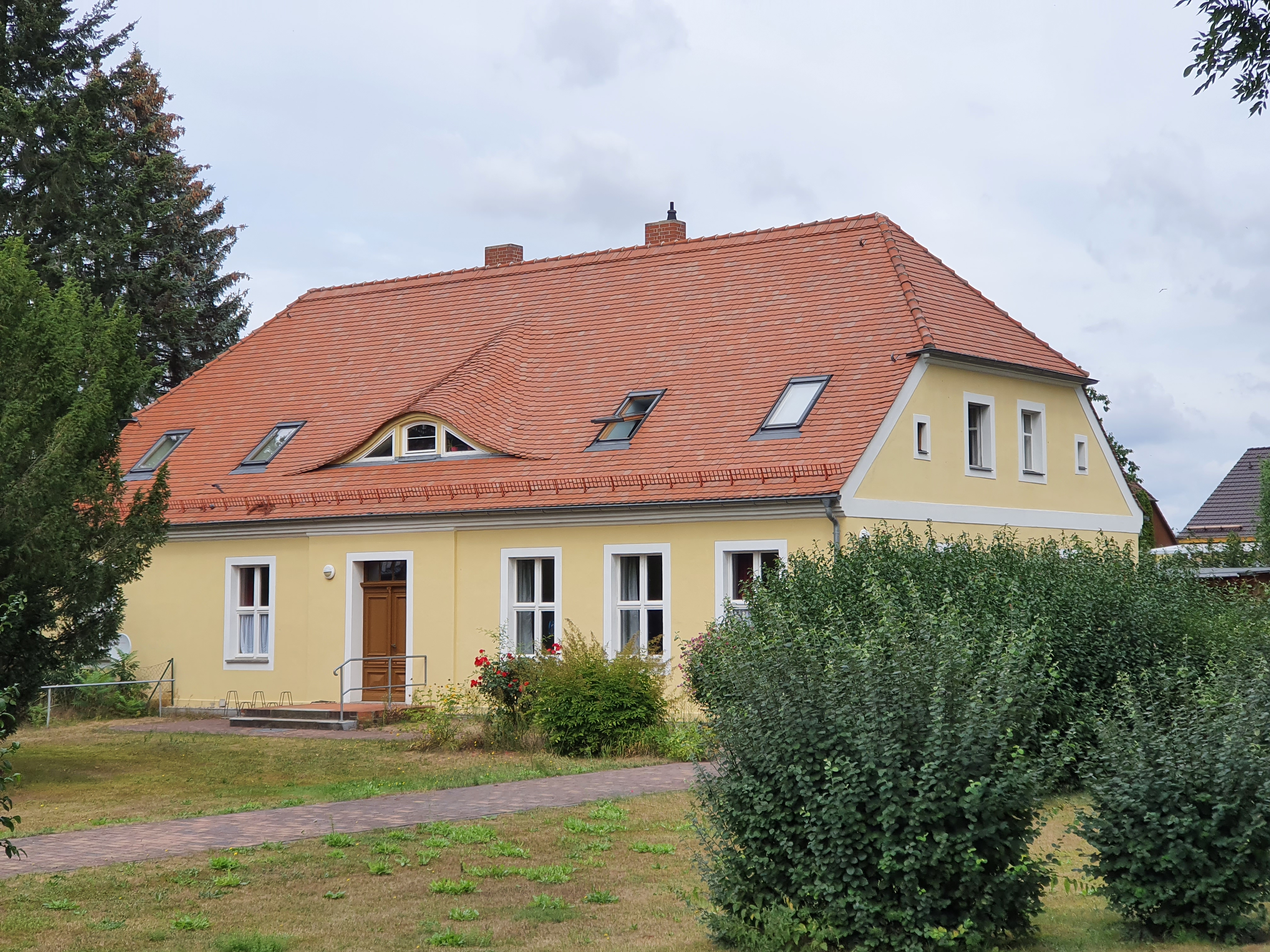
Klassizistisches Pfarrhaus in Leuthen

Bis zum Wegzug des Pfarrers Paul Friedrich Bronisch im Jahr 1875 fanden in der Leuthener Dorfkirche Gottesdienste in sorbischer Sprache statt. Arnošt Muka bezeichnete Leuthen nach seinem Besuch dort Anfang der 1880er Jahre bereits als verdeutschtes Dorf. Von den damals 502 Einwohnern waren 375 Sorben und 127 Deutsche. Der Schulunterricht fand zu dieser Zeit in deutscher Sprache statt. Der Kreis Cottbus wurde 1886 in Landkreis Cottbus umbenannt. Am 1. Dezember 1910 hatte die Landgemeinde Leuthen 461 und der Gutsbezirk Leuthen 25 Einwohner. Am 1. Januar 1926 schloss sich Leuthen mit der Nachbargemeinde Wintdorf, die diesem Zeitpunkt bereits eine zusammenhängende Siedlungsfläche bildeten, zu einer Gemeinde zusammen. Diese trug zunächst den Doppelnamen Leuthen-Wintdorf, wurde später aber in Leuthen umbenannt. 1928 wurde der Gutsbezirk Leuthen aufgelöst und in die Landgemeinde eingegliedert.
Nach dem Ende des Zweiten Weltkrieges gehörte die Gemeinde Leuthen zur Sowjetischen Besatzungszone und dort ab 1947 zum Land Brandenburg, das ab 1949 in der DDR zunächst weiter bestand. Bei der Kreisreform am 25. Juli 1952 wurde Leuthen dem Kreis Cottbus (ab 1954 Kreis Cottbus-Land) im Bezirk Cottbus zugeordnet. Nach der Wende gehörte Leuthen zunächst zum Landkreis Cottbus in Brandenburg. Im Juli 1992 schloss Leuthen sich zur Erledigung seiner Verwaltungsangelegenheiten dem Amt Drebkau (Niederlausitz) an. Der Landkreis Cottbus wurde am 6. Dezember 1993 aufgelöst und ging im Landkreis Spree-Neiße auf.
Am 31. Dezember 2001 schlossen sich die verbliebenen Gemeinden des Amtes Drebkau (Niederlausitz) zur Stadt Drebkau zusammen.

## Schloss
Das Schloss im Ortsteil Wintdorf wurde 1594 durch Caspar Siegmund von Muschwitz erbaut und mehrfach erweitert. Es lag am Westende des Dorfes und war ursprünglich von Mauer und Wallgraben umgeben. Der Legende nach soll es einst durch einen unterirdischen Gang mit Drebkau verbunden gewesen sein. Bis 1945 blieb es Sitz der Familie von Muschwitz. In der Nachkriegszeit wurden im Schloss Flüchtlinge untergebracht. Am 21. Dezember 1969 brannte das Schloss durch Brandstiftung ab. Die Ruine wurde 1974 gesprengt.

## Kirche

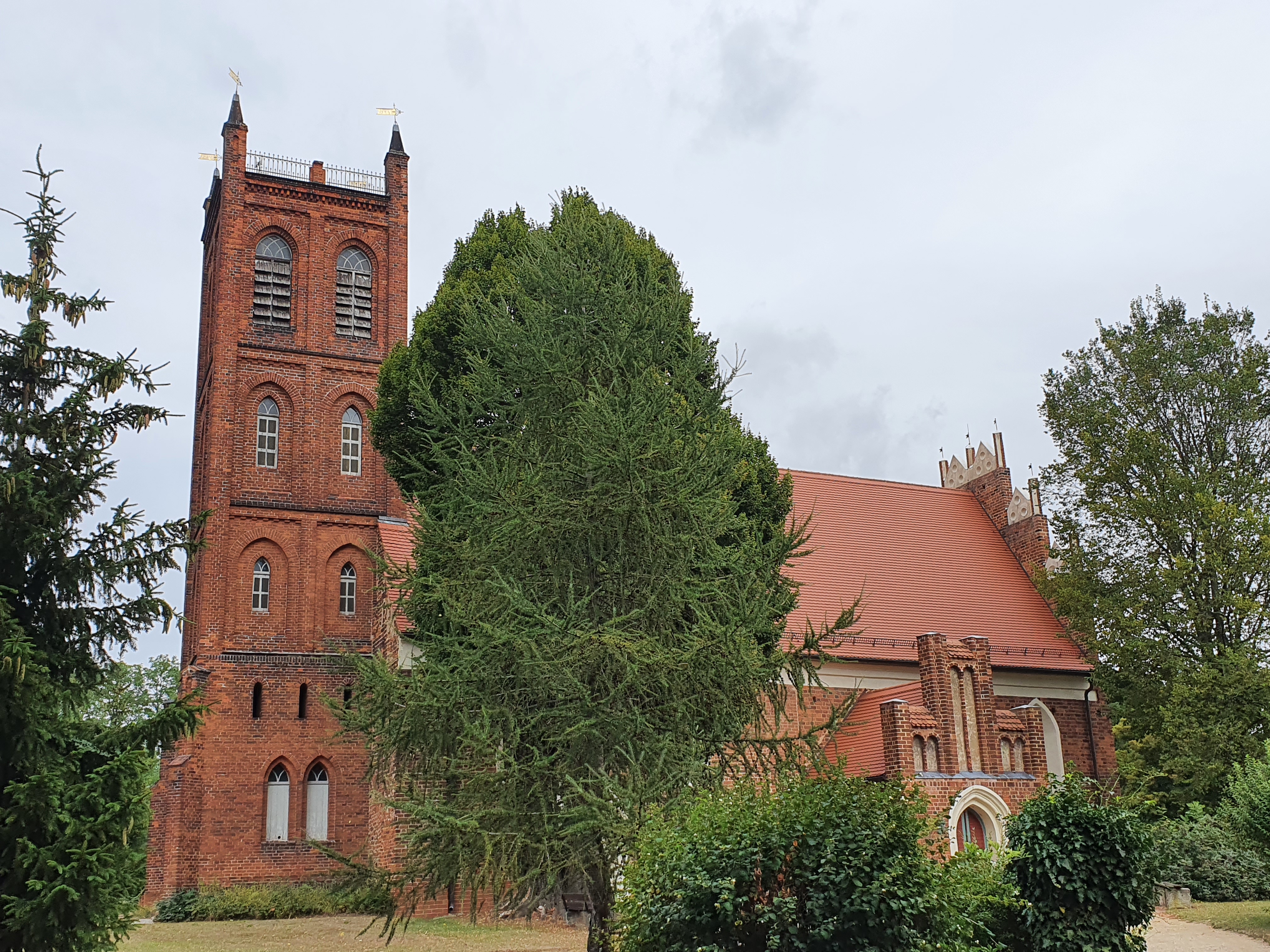
Dorfkirche Leuthen

Die in der Ortsmitte gelegene evangelische Dorfkirche Leuthen stammt im Kern aus der zweiten Hälfte des 15. Jahrhunderts und wurde erstmals 1346 im Meißener Stiftsmatrikel erwähnt. Es handelt sich um einen spätgotischen Backsteinbau, dem später ein dreigeschossiger Staffelgiebel und mehrere Anbauten hinzugefügt wurden. Bemerkenswert sind die Vorhalle mit Tonnengewölbe und einem Spitzbogenportal, ein dreiteiliger Treppengiebel und der Ostgiebel mit flachbogigen Nischen. Erst 1854 kamen die Vorhalle auf der Nordseite sowie westlich der heutige Kirchturm im neugotischen Stil hinzu. Am Südportal sind noch Überreste von Fresken erkennbar. Es wird vermutet, dass im Inneren unter dem Putz verborgen weitere derartige Malereien vorhanden sind. Im Kircheninneren gibt es eine aus dem 16. Jahrhundert stammende Patronatsloge.
Ältestes Ausstattungsstück ist der um 1435 entstandene Schrein eines gotischen Schnitzaltars. Er zeigt die Mutter Maria in der Strahlenglorie, umgeben von den Heiligen Johannes der Täufer, Dorothea, Margareta von Antiochia und Katharina von Alexandrien. Über dem Gebälk ist ein Relief der Anna selbdritt zu sehen.
Auf dem Friedhof des Ortes erinnert ein Denkmal an die Gefallenen des Ersten Weltkrieges. Außerdem wurde für fast jeden Gefallenen eine Eiche gepflanzt und ein Feldstein mit eingraviertem Namen gelegt.

## Infrastruktur

### Wirtschaft und Verkehr
Leuthen verfügt über mehrere kleinere Handwerksbetriebe. Außerdem gibt es im Ort ein finnisches Saunadorf. Dank der verkehrsgünstigen Lage ist Leuthen zudem als Wohnort für Pendler von Bedeutung. In den vergangenen Jahren entstanden einige neue Wohngebiete.
Westlich des Ortes verläuft die Bundesstraße 169 und verbindet Leuthen mit Drebkau und Cottbus. Am Nordrand der Ortsflur führt die für den Transitverkehr nach Polen wichtige Bundesautobahn 15 (Berlin – Forst) vorbei. Vom ÖPNV wird Leuthen u. a. durch einen Haltepunkt an der Bahnstrecke Dresden-Senftenberg-Cottbus sowie der von Cottbusverkehr betriebenen Regionalbuslinie 23 (Cottbus – Welzow) erschlossen.
Es besteht eine Partnerschaft mit dem polnischen Ort Nietkowice.

### Bildung
In Leuthen befindet sich eine Grundschule, welche 1969 erbaut und von 1999 bis 2005 umfassend saniert wurde. Sie gehört zum Amtsbereich der Stadt Drebkau. Neben dem Sportplatz grenzt auch die Kindertagesstätte „Märchenland“ an der Grundschule an. Das ursprünglich unter dem Namen „Villa Joachimstal“ 1907 erbaute Gebäude wird ebenso als Schulhort genutzt.